# Exoneura perparvula
Exoneura perparvula är en biart som beskrevs av Rayment 1948. Exoneura perparvula ingår i släktet Exoneura och familjen långtungebin. Inga underarter finns listade i Catalogue of Life.